# Hwang Jung-eum
Hwang Jung-eum (en hangul, 황정음; Seúl, 25 de diciembre de 1984) es una actriz y cantante surcoreana, conocida por protagonizar dramas de éxito en audiencia como Kill Me, Heal Me y She Was Pretty en el año 2015. También fue miembro del grupo femenino surcoreano Sugar desde 2001 hasta 2004.

## Biografía
Salió con Kim Yong-jun (miembro de SG Wannabe) durante nueve años, ambos se conocieron en 2005 cuando la actriz protagonizó el video musical «My Heart's Treasure Box» del grupo. La pareja hizo pública la relación en enero de 2008. Yonhap News Agency anunció la ruptura de la pareja el 15 de mayo de 2015. Jung Eum confirmó la noticia en una entrevista para Entertainment Relay.
El 8 de diciembre de 2015, la agencia de la actriz C-JeS Entertainment confirmó que había iniciado un romance con Lee Young-don, un hombre de negocios y golfista profesional desde hace cuatro meses. El 7 de enero de 2016, Jung-eum anunció sus planes de boda y el 26 de febrero del mismo año, la pareja se casó en el Hotel Shilla de Seúl. La pareja tuvo a su primer hijo el 15 de agosto de 2017. Sin embargo el 3 de septiembre de 2020 se anunció que Jung-eun había solicitado el divorcio. El 10 de julio de 2021 su agencia confirmó que la actriz y su esposo lograron resolver sus diferencias personales y de esta forma continuar con su matrimonio. En octubre de 2021, su agencia confirmó que estaban esperando a su segundo hijo, a quien le dieron la bienvenida el 16 de marzo de 2022.En 2024 la pareja se divorció definitivamente.

## Carrera
Hwang Jung-eum debutó como parte del grupo de K-pop, Sugar, en 2001, donde se desempeñó como vocalista. Dejó el grupo en 2004 para iniciar una carrera en solitario. Desde 2004 hasta 2006, fue una de las invitadas recurrentes en el programa de televisión Love Letter, en donde hizo pareja con Kim Jong Min, llegando a ser populares. Hizo su debut oficial en la actuación a través del drama The Person I Love en 2007.
En 2008, Jung Eum junto a su novio de ese entonces, Kim Yong Jun (miembro de la banda SG Wannabe), integraron la segunda temporada del programa We Got Married como la primera pareja real del programa. Luego de un año, Jung Eum saltó a la fama al aparecer en el sitcom diario High Kick Through The Roof, donde interpretó a una estudiante universitaria con mucha energía pero generalmente torpe y confiada a pesar de no tener dinero y oportunidades, lo que representó a los estudiantes de esa época, por lo que logró conectar con la audiencia.
Después de su aparición en High Kick 2, la actriz firmó numerosos contratos publicitarios y en una entrevista contó que ella empezó la serie con solo ₩487 (US$0.45) en su cuenta bancaria, y para luego de que la serie llegara a su fin, obtuvo ₩1.2 billion. LLegó al puesto 18 en Forbes Korea's Top 40 Celebrities de 2011  y al puesto 7 en la lista de los ídolos de K-pop más ricos de Mnet's Idol Chart Show. Se situó dentro de las 7 estrellas femeninas con más anuncios publicitarios en Corea del Sur.
En febrero de 2010, Jung Eum presentó el programa de MBC Star Dance Battle, junto a Oh Sang Jin, y Shin Bong Sun. A finales de diciembre, fue elegida como una de las presentadoras para el programa musical de fin de año SBS Gayo Daejeon, junto a Heechul de Super Junior, Jung Yong Hwa de CNBLUE, y Jo Kwon de 2AM.
Jung Eum empezó a interpretar papeles protagónicos en varias series de televisión. Dentro de sus más notables roles se encuentran en el drama histórico Giant (2010),  Can You Hear My Heart (2011), Golden Time (2012) e Incarnation of Money (2013). El pico más alto en su carrera comenzó cuando interpretó a la protagonista femenina en el drama Secret Love del año 2013, donde compartió roles con Ji Sung. A este le siguió el drama histórico Endless Love en 2014. Sin embargo, la fama internacional llegó en el año 2015, cuando protagonizó el drama Kill Me, Heal Me, donde volvió a compartir roles con su coprotagonista de Secret, Ji Sung; seguido a esto, protagonizó otro drama llamado She Was Pretty, junto a Park Seo Joon, con el cual afianzó su fama en China. Ize Magazine la nombró como una de las 10 personalidades del año, y la cadena tvN la colocó en el puesto 5 de los que más dinero generan en la industria surcoreana.
Sólo meses después de su matrimonio, Jung Eum fue elegida como la protagonista de la serie Lucky Romance.
Jung Eum obtuvo su primer rol importante en el cine con la película My Sister, the Pig Lady del año 2015, que fue mostrada en la edición 39 del Festival Internacional de Cine de Montreal. La película también ganó el gran premio en la edición 2016 de Osaka Asian Film Festival.
En agosto de 2019 se anunció que se había unido al elenco principal de la serie de fantasía Mystic Pop-Up Bar, donde dio vida a Wol Joo, una mujer malhumorada que regenta un misterioso pojangmacha (establecimiento de bebidas al aire libre). La serie se estrenó en 2020.
En 2020 se unió al elenco principal de la serie To All The Guys Who Loved Me (también conocida como "That Guy Is That Guy" o "A Man Is A Man") donde da vida a Seo Hyun-joo, la gerente del equipo de un webtoon, una mujer meticulosa con su trabajo y que no tiene intención de casarse nunca.
Tras una pausa de más de dos años, marcados por sus problemas familiares y el nacimiento de su segundo hijo, volvió a televisión protagonizando la serie de suspenso y venganza 7 Escape (SBS).

### Otras actividades
Jung Eum fue nombrada embajadora de buena voluntad para varios programas y eventos como el Puchon International Fantastic Film Festival en 2010, el Korea Medical Assistance Foundation en 2011, AD Stars (Busan International Advertising Festival) en 2012, el NGO Good Neighbors en 2013, y el Seoul campaign against social problems en 2014.

## Filmografía

### Series de televisión
| Año  | Título                                 | Rol                       | Canal          | Ref.          |
| ---- | -------------------------------------- | ------------------------- | -------------- | ------------- |
| 2005 | Princess Lulu                          | Mi So                     | SBS            |               |
| 2005 | Banjun Drama "Love Virus"              |                           | SBS            |               |
| 2005 | Banjun Drama "Memories of Love"        |                           | SBS            |               |
| 2007 | The Person I Love                      | Lee Jung Min              | SBS            |               |
| 2007 | Winter Bird                            | Jin Ah                    | MBC            |               |
| 2008 | El último escándalo de mi vida         | Sa Ruby                   | MBC            |               |
| 2008 | Little Mom Scandal (Temp. 1)           | Na Hye Jung               | CGV            |               |
| 2008 | Little Mom Scandal (Temp. 2)           | Na Hye Jung               | CGV            |               |
| 2008 | East of Eden                           | Kim So Jung               | MBC            |               |
| 2009 | Two Wives                              | (cameo)                   | SBS            |               |
| 2009 | High Kick Through The Roof             | Hwang Jung-eum            | MBC            |               |
| 2010 | Giant                                  | Lee Mi Joo/Cha Soo Jung   | SBS            |               |
| 2011 | Can You Hear My Heart                  | Bong Woo Ri               | MBC            |               |
| 2011 | High Kick: Revenge of the Short Legged | (cameo, episodio 106)     | MBC            |               |
| 2012 | Golden Time                            | Kang Jae In               | MBC            |               |
| 2012 | Full House Take 2                      | Jang Man Ok/Michelle Jang | TBS/SBS Plus   |               |
| 2013 | Incarnation of Money                   | Bok Jae In                | SBS            |               |
| 2013 | Potato Star 2013QR3                    | (cameo, episodio 1)       | tvN            |               |
| 2013 | Secret Love                            | Kang Yoo-jung             | KBS 2TV        | [ 30 ] [ 31 ] |
| 2014 | Endless Love                           | Seo In-ae                 | SBS            |               |
| 2015 | Kill Me, Heal Me                       | Oh Ri-jin                 | MBC            |               |
| 2015 | She Was Pretty                         | Kim Hye-jin               | MBC            |               |
| 2016 | Lucky Romance                          | Shim Bo-nui               | MBC            |               |
| 2018 | The Undateables                        | Yoo Jung-eum              | SBS            | [ 32 ] [ 33 ] |
| 2020 | Mystic Pop-Up Bar                      | Wol Joo                   | JTBC / Netflix |               |
| 2020 | To All The Guys Who Loved Me           | Seo Hyun-joo              | KBS2           |               |
| 2023 | 7 Escape                               | Geum Ra-hee               | SBS            | [ 34 ] [ 35 ] |

### Películas
| Año  | Título                              | Rol         |
| ---- | ----------------------------------- | ----------- |
| 2009 | The Relation of Face, Mind and Love | Eun Bin     |
| 2009 | Wish                                | Joo Hee     |
| 2010 | Death Bell 2: Bloody Camp           | Park Eun Su |
| 2015 | My Sister, the Pig Lady             | Jae Hwa     |

### Programas de televisión
| Año     | Título                                        | Canal       | Notas                          |
| ------- | --------------------------------------------- | ----------- | ------------------------------ |
| 2004-06 | Love Letter                                   | SBS         | Invitada recurrente            |
| 2005    | X-Man                                         | SBS         | Invitada (Ep. 48-49)           |
| 2007    | Happy Together (Temp. 3)                      | KBS 2TV     | Invitada (Ep. 133, 158, 317)   |
| 2009    | We Got Married (Temp. 2)                      | MBC         | Esposa virtual de Kim Yong Jun |
| 2010    | It City: Fukuoka Together with Hwang Jung Eum | O'live      | Presentadora                   |
| 2010    | Running Man                                   | SBS         | Invitada (Ep. 1)               |
| 2010    | Strong Heart                                  | SBS         | Invitada (Ep. 25-26)           |
| 2010    | Come to Play                                  | MBC         | Invitada (Ep. 299)             |
| 2010    | Haha-Mong Show                                | SBS         | Invitada (Ep. 6)               |
| 2010    | Ultra Fashion with Hwang Jung Eum             | MBC Every 1 | Presentadora                   |
| 2012    | Star Life Theater                             | KBS 2TV     | Invitada                       |

### Aparición en videos musicales
| Año  | Canción                        | Artista       |
| ---- | ------------------------------ | ------------- |
| 2005 | «My Heart's Treasure Box»      | SG Wannabe    |
| 2005 | «A Dreamy Conversation»        | SG Wannabe    |
| 2006 | «Craze»                        | SG Wannabe    |
| 2007 | «I Can't Help Liking You»      | Black Pearl   |
| 2007 | «Finally... It's You»          | Black Pearl   |
| 2008 | «Shoes»                        | SeeYa         |
| 2008 | «Crazy Love Song»              | SeeYa         |
| 2009 | «It's a Lie»                   | Ock Joo Hyun  |
| 2009 | «Did You Really Hate My Love?» | Ock Joo Hyun  |
| 2009 | «Sunflower»                    | Kim Jong Wook |

## Discografía
Sencillo digital
- 2009: «N-Time» junto a T-ara
- 2011: «Good Person», BSO de Can You Hear My Heart

Colaboraciones
- 2008: «Going» junto a SeeYa feat. Kim Yong Jun y Mario	para el álbum Brilliant Change
- 2009: «Couple» junto a Kim Yong Jun, BSO de We Got Married

## Premios y nominaciones
| Año  | Premiación                            | Categoría                                             | Trabajo nominado                 | Resultado |
| ---- | ------------------------------------- | ----------------------------------------------------- | -------------------------------- | --------- |
| 2009 | 3rd Mnet 20's Choice Awards           | Pareja Hot junto a Kim Yong Jun                       | We Got Married                   | Ganadora  |
| 2009 | MBC Entertainment Awards              | Artista revelación en variedades                      | We Got Married                   | Ganadora  |
| 2009 | MBC Entertainment Awards              | Artista revelación en comedia                         | High Kick Through The Roof       | Ganadora  |
| 2010 | 46th Baeksang Arts Awards             | Mejor nueva actriz en TV                              | High Kick Through The Roof       | Ganadora  |
| 2010 | 3rd Korea Drama Awards                | Actriz más popular                                    | High Kick Through The Roof       | Ganadora  |
| 2010 | 11th Korea Visual Arts Festival       | Actriz de TV más fotógenica                           | High Kick Through The Roof       | Ganadora  |
| 2010 | 1st Barbie & Ken Awards               | Barbie coreana                                        | —                                | Ganadora  |
| 2010 | 26th Korea Best Dresser Swan Awards   | Actriz de TV mejor vestida                            | —                                | Ganadora  |
| 2010 | 23rd Grimae Awards                    | Mejor actriz                                          | Giant                            | Ganadora  |
| 2010 | SBS Drama Awards                      | Mejor actriz de reparto                               | Giant                            | Nominada  |
| 2010 | SBS Drama Awards                      | Mejor nueva estrella                                  | Giant                            | Ganadora  |
| 2010 | SBS Drama Awards                      | Mejor pareja con Joo Sang Wook                        | Giant                            | Ganadora  |
| 2011 | MBC Drama Awards                      | Premio a la excelencia, Actriz en Miniseries          | Can You Hear My Heart            | Ganadora  |
| 2012 | MBC Drama Awards                      | Premio a la excelencia, Actriz en Miniseries          | Golden Time                      | Nominada  |
| 2013 | SBS Drama Awards                      | Premio a la alta excelencia, Actriz en drama especial | Incarnation of Money             | Nominada  |
| 2013 | KBS Drama Awards                      | Premio a la alta excelencia, Actriz                   | Secret Love                      | Ganadora  |
| 2013 | KBS Drama Awards                      | Elección de internautas, Actriz                       | Secret Love                      | Ganadora  |
| 2013 | KBS Drama Awards                      | Mejor pareja con Ji Sung                              | Secret Love                      | Ganadora  |
| 2014 | 7th Korea Drama Awards                | Premio a la alta excelencia, Actriz                   | Secret Love Endless Love         | Nominada  |
| 2014 | SBS Drama Awards                      | Premio a la alta excelencia, Actriz en drama serial   | Endless Love                     | Ganadora  |
| 2014 | SBS Drama Awards                      | Top 10 de celebridades                                | Endless Love                     | Ganadora  |
| 2015 | 10th Seoul International Drama Awards | Actriz coreana excepcional                            | Kill Me, Heal Me                 | Ganadora  |
| 2015 | 8th Korea Drama Awards                | Premio a la alta excelencia, Actriz                   | Kill Me, Heal Me                 | Nominada  |
| 2015 | MBC Drama Awards                      | Gran premio (Daesang)                                 | Kill Me, Heal Me, She Was Pretty | Nominada  |
| 2015 | MBC Drama Awards                      | Elección de productores                               | Kill Me, Heal Me, She Was Pretty | Ganadora  |
| 2015 | MBC Drama Awards                      | Premio a la alta excelencia, Actriz en Miniseries     | Kill Me, Heal Me, She Was Pretty | Ganadora  |
| 2015 | MBC Drama Awards                      | Top 10 de celebridades                                | Kill Me, Heal Me, She Was Pretty | Ganadora  |
| 2015 | MBC Drama Awards                      | Premio a la popularidad, Actriz                       | Kill Me, Heal Me, She Was Pretty | Ganadora  |